# Rudnik ugljena Ombilin
Rudnik Ombilin, bivši PT Tambang Batubara Ombilin (TBO), je najveći i najstariji rudnik ugljena u Indoneziji. Nalazi se u blizini grada Sawahlunta u pokrajini Zapadna Sumatra na otoku Sumatri, u uskoj dolini uz planine Bukit Barisan, među brdima Polan, Pari i Mato, otprilike 70 kilometara sjeveroistočno od Padanga. Ugljen je sredinom 19. stoljeća otkrio nizozemski inženjer Ir. de Gereve, a rudarstvo je u to područje uvedeno 1876. godine. Rudnik Ombilin je poznat kao najstarije nalazište ugljena u jugoistočnoj Aziji.
God. 2019. rudnik Ombilin je upisan na UNESCOv popis mjesta svjetske baštine u Aziji, jer „usprkos nepristupačnosti ovaj kolonijalni kompleks predstavlja integrirani sustav koji je omogućio učinkovitu eksploataciju visoko kvalitetnog ugljena iz dubokih jama, te njegovu obradu i prijevoz. Ovi rudnici svjedoče o tehnološkom razvoju koji pokazuje europsko inženjersko znanje, ali i doprinos lokalne ekološke mudrosti i tradicionalne prakse u organizaciji rada”.

## Povijest
Ugljen je na ovom području otkrio nizozemski inženjer W.H. de Gereve 1868. god. Iskopavanje je započelo rudnikom s otvorenim kopom 1892. god., nakon izgradnje željeznice. Ovo industrijsko nalazište razvila je nizozemska kolonijalna vlada s kraja 19. do početka 20. stoljeća s radnom snagom lokalnog stanovništva. U razdoblju prije neovisnosti, proizvodnja ugljena dosegla je vrhunac 1930. godine, kada je iskapano više od 620.000 tona godišnje. Zatvorenici ketinggangeri (nizozemski za „ljude u lancima”) s Jave i Sumatre, koji su dopremani do rudnika s nogama, rukama i vratovima u lancima, bili su glavni rudari, ali tu su radili i mnogi kvalificirani i nekvalificirani radnici uključujući lokalno stanovništvo Minangkabaua, te govornici javanskog i kineskog jezika. Proizvodnja ugljena u ovom rudarskom području bila je u stanju ispuniti 90 % energetskih potreba nizozemske Istočne Indije.
Od 1942. – 1945. rudnikom je upravljalo Japansko Carstvo, od 1945. – 1958. god. indonezijska rudarska uprava, a od 1958. – 1968. ured državnih rudarskih kompanija. God. 1968. osnovana je proizvodna jedinica Ombilin državne tvrtke za iskopavanje ugljena te je proizvodnja dosegla vrhunac 1976. godine s 1.201.846 tona godišnje.
Do 2002. godine djelovao je kao rudnik na otvorenom, a nakon toga nastavlja raditi samo podzemni rudnik. Do 2008. g. rudnik je procijenio rezerve na oko 90,3 milijuna tona koksa, od čega se 43 milijuna tona može iskopati. Rudnik je u vlasništvu tvrtke „PT Tambang Batubara Bukit Asam” (PTBA), a njime upravlja „Kineska nacionalna tehnološka korporacija za uvoz i izvoz” (CNTIC), koja je u rudnik uložila 100 milijuna dolara. Rudnik je godišnje proizvodio oko 500.000 tona ugljena do 2019. godine, kada je tvrtka PT Bukit Asam obustavila poslovanje u Ombilinu.

## Odlike
Rudarsko područje sadrži rudarsko mjesto i grad tvrtke, skladišta ugljena u luci Emmahaven i željezničku mrežu koja povezuje rudnike s obalnim objektima. Točnije, tu su tri funkcionalno povezana područja:
A) otvorene jame rudnici i labirintni podzemni rudarski tuneli zajedno s postrojenjima za obradu ugljena na licu mjesta, s rudarskim gradom izgrađenim u cijelosti, u blizini Sawahlunta;
B) genijalno projektirana planinska željeznička pruga zajedno s brojnim željezničkim mostovima i tunelima, koji povezuju rudnike s obalnom morskom lukom preko 155 kilometara neravnog planinskog terena; i 
C) rudarska luka s novoizgrađenim morskim pristaništem u Emmahavenu.
Pošumljavanjem nekadašnjeg nalazišta rudnika i pretvaranjem u turističko odredište ono i dalje donosi dobit. Jama za održavanje dobrog osvjetljenja i opskrbu zrakom privlači domaće i strane turiste, uglavnom iz Malezije i Singapura. Razgledavanje jame košta oko 30.000 rupija (3,5 USD) po osobi. U kompleksu Rudnika ugljena Ombilin nalazi se „Muzej o eksploataciji ugljena Ombilin” s povijesti tvrtke i alatima koji su se koristili za rudarenje. Također, još uvijek postoji nekoliko originalnih starina, poput tunela Mbah Soero, stambenih rudarskih nastambi i rudnika (Tangsi Baru i Zemlje polja), sustavi za filtriranje ugljena, željezničkih tvornica, vladinih ureda, naselja i općinske uprave. Rudarsko mjesto pretvoreno je u zoološki vrt, jezero i stazu za jahanje.

## Vanjske poveznice
|  | Zajednički poslužitelj ima još gradiva o temi Rudnik ugljena Ombilin |